# Grand Prix-wegrace van de DDR
De Grand Prix van de DDR voor motorfietsen is een motorsportrace die in van 1958 tot 1977 werd verreden op de Sachsenring nabij Hohenstein-Ernstthal. Van 1961 tot 1972 maakte de Grand Prix van de DDR deel uit van het wereldkampioenschap wegrace, naast de Grand Prix van Duitsland. 
De wedstrijd werd enorm druk bezocht en trok jaarlijks honderdduizenden toeschouwers aan. Dat was feitelijk ook de ondergang van de Grand Prix als WK-evenenement. DDR-officials probeerden op allerlei manieren overwinningen van West-Duitse coureurs te saboteren en weigerden het Duitse volkslied te laten afspelen. Het publiek was daarbij vaak juist op de hand van West-Duitse coureurs. Vooral Dieter Braun was erg populair en werd toegejuicht na zijn overwinning in 1971. Nog tijdens de race probeerde een official van de Allgemeiner Deutscher Motorsport Verband raceleider Hans Zacharias te bewegen Dieter Braun voortijdig met de zwarte vlag uit de race te halen, om te verhinderen dat het West-Duitse volkslied gespeeld zou worden. Zacharias weigerde dat te doen, en verloor zijn baan als raceleider. Het publiek zong bij de huldiging het derde couplet van het "Lied der Deutschen", het (West-)Duitse volkslied. Bij de eerste race in 1958 hadden de organisatoren al een enorm fluitconcert gekregen toen ze na de overwinning van Walter Schneider en Hans Strauß in plaats van het Duitse volkslied een Russische mars hadden laten spelen. 
Na afloop van de GP van de DDR werd duidelijk dat deze in 1973 van de kalender zou verdwijnen. De Oost-Duitse MZ's konden geen vuist meer maken, maar vooral de populariteit van West-Duitse rijders, Dieter Braun voorop, was de Oost-Duitse autoriteiten een doorn in het oog. In 1973 zou men een "uitnodigingsrace" voor geselecteerde rijders organiseren. Het was duidelijk dat die selectie voornamelijk zou bestaan uit coureurs uit het Oostblok. De WK-status werd daarop door de FIM ingetrokken. 
Vanaf 1978 droeg de race nog slechts het predicaat "Großer Preis des ADMV der DDR".

## Winnaars van de Grand Prix van de DDR

### Van 1958 tot 1960
| editie | jaar | circuit     | klasse     | winnaar                                |
| ------ | ---- | ----------- | ---------- | -------------------------------------- |
| 1      | 1958 | Sachsenring | 125 cc     | Ernst Degner (MZ)                      |
| 1      | 1958 | Sachsenring | 250 cc     | Horst Fügner (MZ)                      |
| 1      | 1958 | Sachsenring | 350 cc     | Luigi Taveri (Norton)                  |
| 1      | 1958 | Sachsenring | 500 cc     | Dickie Dale (BMW)                      |
| 1      | 1958 | Sachsenring | Zijspannen | Walter Schneider / Hans Strauß (BMW)   |
|        |      |             |            |                                        |
| 2      | 1959 | Sachsenring | 125 cc     | Werner Musiol (MZ)                     |
| 2      | 1959 | Sachsenring | 250 cc     | Gary Hocking (MZ)                      |
| 2      | 1959 | Sachsenring | 350 cc     | John Hempleman (Norton)                |
| 2      | 1959 | Sachsenring | 500 cc     | Gary Hocking (MZ)                      |
| 2      | 1959 | Sachsenring | Zijspannen | Florian Camathias / Hilmar Cecco (BMW) |
|        |      |             |            |                                        |
| 3      | 1960 | Sachsenring | 125 cc     | Ernst Degner (MZ)                      |
| 3      | 1960 | Sachsenring | 250 cc     | John Hempleman (MZ)                    |
| 3      | 1960 | Sachsenring | 350 cc     | Jim Redman (Norton)                    |
| 3      | 1960 | Sachsenring | 500 cc     | John Hempleman (Norton)                |
| 3      | 1960 | Sachsenring | Zijspannen | Florian Camathias / Roland Föll (BMW)  |

### Van 1961 tot 1972 (wereldkampioenschap)
| editie | jaar | circuit     | klasse | winnaar                      | tweede                            | derde                              | snelste ronde                |
| ------ | ---- | ----------- | ------ | ---------------------------- | --------------------------------- | ---------------------------------- | ---------------------------- |
| 4      | 1961 | Sachsenring | 125 cc | Ernst Degner (MZ)            | Tom Phillis (Honda)               | Kunimitsu Takahashi (Honda)        | Kunimitsu Takahashi (Honda)  |
| 4      | 1961 | Sachsenring | 250 cc | Mike Hailwood (Honda)        | Jim Redman (Honda)                | Kunimitsu Takahashi (Honda)        | Mike Hailwood (Honda)        |
| 4      | 1961 | Sachsenring | 350 cc | Gary Hocking (MV Agusta)     | Bob McIntyre (Bianchi)            | František Šťastný (Jawa)           | Gary Hocking (MV Agusta)     |
| 4      | 1961 | Sachsenring | 500 cc | Gary Hocking (MV Agusta)     | Mike Hailwood (Norton)            | Bert Schneider (Norton)            | Gary Hocking (MV Agusta)     |
|        |      |             |        |                              |                                   |                                    |                              |
| 5      | 1962 | Sachsenring | 50 cc  | Jan Huberts (Kreidler)       | Mitsuo Itō (Suzuki)               | Hugh Anderson (Suzuki)             | Jan Huberts (Kreidler)       |
| 5      | 1962 | Sachsenring | 125 cc | Luigi Taveri (Honda)         | Jim Redman (Honda)                | Hans Fischer (MZ)                  | Luigi Taveri (Honda)         |
| 5      | 1962 | Sachsenring | 250 cc | Jim Redman (Honda)           | Mike Hailwood (MV Agusta)         | Werner Musiol (Honda)              | Mike Hailwood (MZ)           |
| 5      | 1962 | Sachsenring | 350 cc | Jim Redman (Honda)           | Mike Hailwood (MV Agusta)         | Tommy Robb (Honda)                 | Jim Redman (Honda)           |
| 5      | 1962 | Sachsenring | 500 cc | Mike Hailwood (MV Agusta)    | Alan Shepherd (Matchless)         | Bert Schneider (Norton)            | Mike Hailwood (MV Agusta)    |
|        |      |             |        |                              |                                   |                                    |                              |
| 6      | 1963 | Sachsenring | 125 cc | Hugh Anderson (Suzuki)       | Alan Shepherd (MZ)                | Bert Schneider (Suzuki)            | Hugh Anderson (Suzuki)       |
| 6      | 1963 | Sachsenring | 250 cc | Mike Hailwood (MZ)           | Alan Shepherd (MZ)                | Jim Redman (Honda)                 | Mike Hailwood (MZ)           |
| 6      | 1963 | Sachsenring | 350 cc | Mike Hailwood (MV Agusta)    | Luigi Taveri (Honda)              | Jim Redman (Honda)                 | Mike Hailwood (MV Agusta)    |
| 6      | 1963 | Sachsenring | 500 cc | Mike Hailwood (MV Agusta)    | Derek Minter (Gilera)             | Alan Shepherd (Matchless)          | Mike Hailwood (MV Agusta)    |
|        |      |             |        |                              |                                   |                                    |                              |
| 7      | 1964 | Sachsenring | 125 cc | Hugh Anderson (Suzuki)       | Luigi Taveri (Honda)              | Jim Redman (Honda)                 | Hugh Anderson (Suzuki)       |
| 7      | 1964 | Sachsenring | 250 cc | Phil Read (Yamaha)           | Jim Redman (Honda)                | Bruce Beale (Honda)                | Phil Read (Yamaha)           |
| 7      | 1964 | Sachsenring | 350 cc | Jim Redman (Honda)           | Gustav Havel (Jawa)               | Mike Duff (AJS)                    | Jim Redman (Honda)           |
| 7      | 1964 | Sachsenring | 500 cc | Mike Hailwood (MV Agusta)    | Mike Duff (Matchless)             | Paddy Driver (Matchless)           | Mike Hailwood (MV Agusta)    |
|        |      |             |        |                              |                                   |                                    |                              |
| 8      | 1965 | Sachsenring | 125 cc | Frank Perris (Suzuki)        | Dieter Krumpholz (MZ)             | Derek Woodman (MZ)                 | Frank Perris (Suzuki)        |
| 8      | 1965 | Sachsenring | 250 cc | Jim Redman (Honda)           | Phil Read (Yamaha)                | Derek Woodman (MZ)                 | Jim Redman (Honda)           |
| 8      | 1965 | Sachsenring | 350 cc | Jim Redman (Honda)           | Derek Woodman (MZ)                | Gustav Havel (Jawa)                | Giacomo Agostini (MV Agusta) |
| 8      | 1965 | Sachsenring | 500 cc | Mike Hailwood (MV Agusta)    | Giacomo Agostini (MV Agusta)      | Paddy Driver (Matchless)           | Mike Hailwood (MV Agusta)    |
|        |      |             |        |                              |                                   |                                    |                              |
| 9      | 1966 | Sachsenring | 125 cc | Luigi Taveri (Honda)         | Yoshimi Katayama (Suzuki)         | Bill Ivy (Yamaha)                  | Luigi Taveri (Honda)         |
| 9      | 1966 | Sachsenring | 250 cc | Mike Hailwood (Honda)        | Phil Read (Yamaha)                | Mike Duff (Yamaha)                 | Mike Hailwood (Honda)        |
| 9      | 1966 | Sachsenring | 350 cc | Giacomo Agostini (MV Agusta) | František Šťastný (Jawa)          | Gustav Havel (Jawa)                | Giacomo Agostini (MV Agusta) |
| 9      | 1966 | Sachsenring | 500 cc | František Šťastný (Jawa-ČZ)  | Jack Findlay (McIntyre-Matchless) | Jack Ahearn (Norton)               | Giacomo Agostini (MV Agusta) |
|        |      |             |        |                              |                                   |                                    |                              |
| 10     | 1967 | Sachsenring | 125 cc | Bill Ivy (Yamaha)            | Phil Read (Yamaha)                | Stuart Graham (Suzuki)             | Bill Ivy (Yamaha)            |
| 10     | 1967 | Sachsenring | 250 cc | Phil Read (Yamaha)           | Bill Ivy (Yamaha)                 | Ralph Bryans (Honda)               | Phil Read (Yamaha)           |
| 10     | 1967 | Sachsenring | 350 cc | Mike Hailwood (Honda)        | Giacomo Agostini (MV Agusta)      | Derek Woodman (MZ)                 | Giacomo Agostini (MV Agusta) |
| 10     | 1967 | Sachsenring | 500 cc | Giacomo Agostini (MV Agusta) | John Hartle (Métisse-Matchless)   | Jack Findlay (McIntyre-Matchless)  | Giacomo Agostini (MV Agusta) |
|        |      |             |        |                              |                                   |                                    |                              |
| 11     | 1968 | Sachsenring | 125 cc | Phil Read (Yamaha)           | Bill Ivy (Yamaha)                 | Günter Bartusch (MZ)               | Bill Ivy (Yamaha)            |
| 11     | 1968 | Sachsenring | 250 cc | Bill Ivy (Yamaha)            | Phil Read (Yamaha)                | Heinz Rosner (MZ)                  | Phil Read (Yamaha)           |
| 11     | 1968 | Sachsenring | 350 cc | Giacomo Agostini (MV Agusta) | Heinz Rosner (MZ)                 | Kel Carruthers (Métisse-Aermacchi) | Giacomo Agostini (MV Agusta) |
| 11     | 1968 | Sachsenring | 500 cc | Giacomo Agostini (MV Agusta) | Alberto Pagani (Linto)            | Jack Findlay (McIntyre-Matchless)  | Giacomo Agostini (MV Agusta) |
|        |      |             |        |                              |                                   |                                    |                              |
| 12     | 1969 | Sachsenring | 50 cc  | Ángel Nieto (Derbi)          | Santiago Herrero (Derbi)          | Aalt Toersen (Kreidler)            | Santiago Herrero (Derbi)     |
| 12     | 1969 | Sachsenring | 125 cc | Dave Simmonds (Kawasaki)     | Heinz Kriwanek (Rotax)            | Friedhelm Kohlar (MZ)              | Dieter Braun (Suzuki)        |
| 12     | 1969 | Sachsenring | 250 cc | Renzo Pasolini (Benelli)     | Santiago Herrero (Ossa)           | Heinz Rosner (MZ)                  | Renzo Pasolini (Benelli)     |
| 12     | 1969 | Sachsenring | 350 cc | Giacomo Agostini (MV Agusta) | Rodney Gould (Yamaha)             | Heinz Rosner (MZ)                  | Giacomo Agostini (MV Agusta) |
| 12     | 1969 | Sachsenring | 500 cc | Giacomo Agostini (MV Agusta) | Billie Nelson (Paton)             | Steve Ellis (Linto)                | Giacomo Agostini (MV Agusta) |
|        |      |             |        |                              |                                   |                                    |                              |
| 13     | 1970 | Sachsenring | 50 cc  | Aalt Toersen (Jamathi)       | Jos Schurgers (Kreidler)          | Ángel Nieto (Derbi)                | Aalt Toersen (Jamathi)       |
| 13     | 1970 | Sachsenring | 125 cc | Ángel Nieto (Derbi)          | Dieter Braun (Suzuki)             | Börje Jansson (Maico)              | Ángel Nieto (Derbi)          |
| 13     | 1970 | Sachsenring | 250 cc | Rodney Gould (Yamaha)        | Silvio Grassetti (MZ)             | Kent Andersson (Yamaha)            | Kel Carruthers (Yamaha)      |
| 13     | 1970 | Sachsenring | 350 cc | Giacomo Agostini (MV Agusta) | Renzo Pasolini (Benelli)          | Kel Carruthers (Yamaha)            | Giacomo Agostini (MV Agusta) |
| 13     | 1970 | Sachsenring | 500 cc | Giacomo Agostini (MV Agusta) | John Dodds (Linto)                | Martin Carney (Kawasaki)           | Giacomo Agostini (MV Agusta) |
|        |      |             |        |                              |                                   |                                    |                              |
| 14     | 1971 | Sachsenring | 50 cc  | Ángel Nieto (Derbi)          | Jan de Vries (Kreidler)           | Jos Schurgers (Kreidler)           | Ángel Nieto (Derbi)          |
| 14     | 1971 | Sachsenring | 125 cc | Ángel Nieto (Derbi)          | Barry Sheene (Suzuki)             | Börje Jansson (Maico)              | Ángel Nieto (Derbi)          |
| 14     | 1971 | Sachsenring | 250 cc | Dieter Braun (Suzuki)        | Rodney Gould (Yamaha)             | Phil Read (Yamaha)                 | Rodney Gould (Yamaha)        |
| 14     | 1971 | Sachsenring | 350 cc | Giacomo Agostini (MV Agusta) | Paul Smart (Yamaha)               | László Szabó (Yamaha)              | Giacomo Agostini (MV Agusta) |
| 14     | 1971 | Sachsenring | 500 cc | Giacomo Agostini (MV Agusta) | Keith Turner (Suzuki)             | Ernst Hiller (Kawasaki)            | Giacomo Agostini (MV Agusta) |
|        |      |             |        |                              |                                   |                                    |                              |
| 15     | 1972 | Sachsenring | 50 cc  | Theo Timmer (Jamathi)        | Hans-Jürgen Hummel (Kreidler)     | Otello Buscherini (Malanca)        | Jan de Vries (Kreidler)      |
| 15     | 1972 | Sachsenring | 125 cc | Börje Jansson (Maico)        | Chas Mortimer (Yamaha)            | Kent Andersson (Yamaha)            | Ángel Nieto (Derbi)          |
| 15     | 1972 | Sachsenring | 250 cc | Jarno Saarinen (Suzuki)      | Renzo Pasolini (Aermacchi)        | Rodney Gould (Yamaha)              | Jarno Saarinen (Suzuki)      |
| 15     | 1972 | Sachsenring | 350 cc | Phil Read (MV Agusta)        | Renzo Pasolini (Aermacchi)        | Dieter Braun (Yamaha)              | Giacomo Agostini (MV Agusta) |
| 15     | 1972 | Sachsenring | 500 cc | Giacomo Agostini (MV Agusta) | Rodney Gould (Yamaha)             | Kim Newcombe (König)               | Giacomo Agostini (MV Agusta) |

### Van 1973 tot 1977
| editie | jaar | circuit     | klasse | winnaar                        |
| ------ | ---- | ----------- | ------ | ------------------------------ |
| 16     | 1973 | Sachsenring | 50 cc  | Bedrich Fendrich (Ahra)        |
| 16     | 1973 | Sachsenring | 125 cc | Hartmut Bischoff (MZ-zelfbouw) |
| 16     | 1973 | Sachsenring | 250 cc | Bernd Tüngethal (MZ)           |
|        |      |             |        |                                |
| 17     | 1974 | Sachsenring | 50 cc  | Günter Hilbig (Weser-Kreidler) |
| 17     | 1974 | Sachsenring | 125 cc | Jürgen Lenk (MZ)               |
| 17     | 1974 | Sachsenring | 250 cc | Frank Wendler (MZ)             |
|        |      |             |        |                                |
| 18     | 1975 | Sachsenring | 50 cc  | Gernot Weser (Kreidler)        |
| 18     | 1975 | Sachsenring | 125 cc | Jürgen Lenk (MZ)               |
| 18     | 1975 | Sachsenring | 250 cc | János Drapál (Yamaha)          |
|        |      |             |        |                                |
| 19     | 1976 | Sachsenring | 50 cc  | Bedrich Fendrich (Kreidler)    |
| 19     | 1976 | Sachsenring | 125 cc | Bernd Köhler (MZ)              |
| 19     | 1976 | Sachsenring | 250 cc | János Drapál (Yamaha)          |
|        |      |             |        |                                |
| 20     | 1977 | Sachsenring | 50 cc  | Zbyněk Havrda (Kreidler)       |
| 20     | 1977 | Sachsenring | 125 cc | János Drapál (Morbidelli)      |
| 20     | 1977 | Sachsenring | 250 cc | Bohumil Staša (Jawa)           |

### Van 1978 tot 1989
| jaar | circuit     | klasse              | winnaar                        |
| ---- | ----------- | ------------------- | ------------------------------ |
| 1978 | Sachsenring | 50 cc               | Gernot Weser (onbekend)        |
| 1978 | Sachsenring | 125 cc              | Zbyněk Havrda (Morbidelli)     |
| 1978 | Sachsenring | 250 cc              | János Drapál (Yamaha)          |
|      |             |                     |                                |
| 1979 | Sachsenring | 50 cc               | Gernot Weser (onbekend)        |
| 1979 | Sachsenring | 125 cc              | Wolfram Trabitzsch (MZ)        |
| 1979 | Sachsenring | 250 cc              | José Lazo (Yamaha)             |
|      |             |                     |                                |
| 1980 | Sachsenring | 50 cc               | Gernot Weser (onbekend)        |
| 1980 | Sachsenring | 125 cc              | János Drapál (Morbidelli)      |
| 1980 | Sachsenring | 250 cc              | János Drapál (Yamaha)          |
|      |             |                     |                                |
| 1981 | Sachsenring | 50 cc               | Miklos Boja (Kreidler)         |
| 1981 | Sachsenring | 125 cc              | János Drapál (Morbidelli)      |
| 1981 | Sachsenring | 250 cc              | János Drapál (Yamaha)          |
| 1981 | Sachsenring | 250 cc eencilinders | Lutz Brandenburger (MZ-HB)     |
|      |             |                     |                                |
| 1982 | Sachsenring | 50 cc               | Gernot Weser (onbekend)        |
| 1982 | Sachsenring | 125 cc              | Roland Rentzsch (RR-Zelfbouw)  |
| 1982 | Sachsenring | 250 cc              | Károly Juhász (Yamaha)         |
| 1982 | Sachsenring | 250 cc eencilinders | Lutz Brandenburger (MZ-HB)     |
|      |             |                     |                                |
| 1983 | Sachsenring | 50 cc               | Peter Verbič (Unior)           |
| 1983 | Sachsenring | 125 cc              | János Drapál (MBA)             |
| 1983 | Sachsenring | 250 cc              | Károly Juhász (Yamaha)         |
| 1983 | Sachsenring | 250 cc eencilinders | Andreas Brandt (ČZ)            |
|      |             |                     |                                |
| 1984 | Sachsenring | 50 cc               | Maik Beelitz (BEMO-Zelfbouw)   |
| 1984 | Sachsenring | 125 cc              | Lajos Hagymási (Morbidelli)    |
| 1984 | Sachsenring | 250 cc              | János Drapál (Yamaha)          |
| 1984 | Sachsenring | 250 cc eencilinders | Joachim Holstein (HM)          |
|      |             |                     |                                |
| 1985 | Sachsenring | 50 cc               | Maik Beelitz (Zelfbouw)        |
| 1985 | Sachsenring | 125 cc              | Lajos Hagymási (MBA)           |
| 1985 | Sachsenring | 250 cc              | János Szabó (Yamaha)           |
|      |             |                     |                                |
| 1986 | Sachsenring | 50 cc               | Reiner Liebe (Zelfbouw)        |
| 1986 | Sachsenring | 80 cc               | Jürgen Hofmann (S80)           |
| 1986 | Sachsenring | 125 cc              | Roland Rentzsch (Rentzsch)     |
| 1986 | Sachsenring | 250 cc              | Árpád Harmati (Yamaha)         |
| 1986 | Sachsenring | 250 cc eencilinders | Wolfgang Endler (MZ-Zelfbouw)  |
|      |             |                     |                                |
| 1987 | Sachsenring | 50 cc               | Thomas Müller (Zelfbouw)       |
| 1987 | Sachsenring | 80 cc               | Károly Juhász (Krauser)        |
| 1987 | Sachsenring | 125 cc              | Lajos Hagymási (MBA)           |
| 1987 | Sachsenring | 250 cc              | János Szabó (Yamaha)           |
| 1987 | Sachsenring | 250 cc eencilinders | Michael Freudenberg (onbekend) |
|      |             |                     |                                |
| 1988 | Sachsenring | 50 cc               | Thomas Müller (onbekend)       |
| 1988 | Sachsenring | 80 cc               | Károly Juhász (Krauser)        |
| 1988 | Sachsenring | 125 cc              | Bogdan Nikolov (MBA)           |
| 1988 | Sachsenring | 250 cc              | János Szabó (Yamaha)           |
| 1988 | Sachsenring | 250 cc              | Uwe Wächtler (Zelfbouw)        |
| 1988 | Sachsenring | 250 cc eencilinders | Eduardo Cencano (MZ)           |
|      |             |                     |                                |
| 1989 | Sachsenring | 80 cc               | Bogdan Nikolov (Krauser)       |
| 1989 | Sachsenring | 125 cc              | Bogdan Nikolov (MBA-RR)        |
| 1989 | Sachsenring | 250 cc              | Lothar Neukirchner (Honda)     |
| 1989 | Sachsenring | 250 cc eencilinders | Michael Freudenberg (MZ-H)     |
| 1989 | Sachsenring | 500 cc              | Marjan Troliga (Suzuki)        |

1958 · 1959 · 1960 · 1961 · 1962 · 1963 · 1964 · 1965 · 1966 · 1967 · 1968 · 1969 · 1970 · 1971 · 1972 · 1973 · 1974 · 1975 · 1976 · 1977 · 1978 · 1979 · 1980 · 1981 · 1982 · 1983 · 1984 · 1985 · 1986 · 1987 · 1988 · 1989